# یونکرس ال۵۵
یونکرس ال۵۵ (به انگلیسی: Junkers L55) یک هواگرد ساختِ کارخانهٔ یونکرس در کشور آلمان است .